# セイリング (クリストファー・クロスの曲)
「セイリング」(Sailing) は、アメリカ合衆国のアーティスト、クリストファー・クロスが書いて、録音し、1980年に発表されたソフトロックの楽曲。1980年6月に、クロスのデビュー・アルバム『南から来た男 (Christopher Cross)』（1979年：原題ではセルフタイトル）からの2枚目のシングルとしてリリースされた。この曲は合衆国でヒットし、Billboard Hot 100 のチャートで、1980年8月30日付の1週間だけではあったが、首位に立った。この曲は、グラミー賞で最優秀レコード賞、最優秀楽曲賞、最優秀編曲賞を受賞し、クロスが最優秀新人賞を獲得する一助となった。VH1は、「セイリング」を史上最も「ソフトセーショナルなソフトロック (softsational soft rock)」の楽曲だと評した。
この曲は、1979年に3Mのデジタル録音システムを用いて録音されたものであり、チャート入りを果たした最初期のデジタル録音の楽曲のひとつであった。グラミー賞の受賞スピーチの中で、クロスは「セイリング」いついて、アルバムの中でもお気に入りの1曲であるとした上で、もともとはシングル化する意図がなかったと語った。この曲は後に、いわゆるヨット・ロックの原型となったと評されることになったが、クロス自身や他の同じような音楽を手がけるアーティストたちは、同時代的にはこうしたスタイルを「ウェスト・コースト・サウンド (the West Coast sound)」と称していた。

## 背景
クロスは、インタビューの中で、この曲の着想について、高校時代からの年長の友人であったアル・グラスコック (Al Glasscock) に、十代の頃からティーンエージャーとしての諸々の試練や苦しみから逃れるためだけにセーリング（船の帆走）にしばしば連れて行ってもらった経験があったことを語っている。グラスコックは、クロスが感情面で苦しんでいた時期に、兄代わりの存在となっていた。クロスは、グラスコックと長らく連絡が取れなくなっていたが、1995年4月にラジオ番組『The Howard Stern Show』が28年ぶりに二人を再会させた。この番組の中でも、クロスは、グラスコックとのセーリングがこの曲の着想にあることを改めて語った。この再会の後、クロスはグラスコックに、500万枚を売り上げた「セイリング」のプラチナディスクの複製を贈った。

## パーソネル
- クリストファー・クロス - リードボーカル、エレクトリック・ギター、アコースティック・ギター、バックグラウンドボーカル、編曲
- アンディ・サルモン (Andy Salmon) - ベース
- ヴィクター・フェルドマン - パーカッション
- トミー・テイラー（英語版） - ドラムス
- マイケル・オマーティアン - 編曲、アコースティック・ピアノ
- ロブ・ミューラー (Rob Meurer) - 編曲、エレクトリック・ピアノ、シンセサイザー

## カバーとサンプリング
この曲は発表されて以来、様々なアーティストたちによってカバーされており、アヴァント、レスリー・ゴーア、バリー・マニロウ（2007年のアルバム『The Greatest Songs of the Seventies』に収録）、グリーンキーパーズ、イン・シンク（1997年のアルバム『'N Sync』に所収）、ジョージ・ベンソン、ファジャ、パトリック・ヤンドールや、モヤ・ブレナンとコーマック・デ・バラのデュオ、ロドニー・フランクリンによるものなどがある。
パフ・ダディは、1999年のアルバム『Forever』に収録した「Best Friend」に、この曲をサンプリングして使っている。
The 1975は、2020年のアルバム『仮定形に関する注釈（Notes on a Conditional Form）』に収録した「Bagsy Not in Net」に、この曲をサンプリングして使っている。

## 映画、テレビ
- 1980年、クロスのバージョンが『かっとび放送局WKRP (WKRP in Cincinnati)』シーズン3エピソード5「Hotel Oceanview」で使用された[16]。
- この曲は、現代自動車の2016年のテレビ・コマーシャルにフィーチャーされた。
- また、この曲は、2006年の映画『マウス・タウン ロディとリタの大冒険 (Flushed Away)』でも、短い場面ながら取り上げられた[17]。
- この曲は、『ファミリー・ガイ (Family Guy)』シーズン12エピソード1「Finders Keepers」でも用いられており、町中が宝探しに参加する場面でブルースと恋人がウィンフォサーフィンする場面で流れる[18]。

## チャート
| チャート（1980年-1981年）                                 | 最高位 |
| --------------------------------------------------------- | ------ |
| オーストラリア（ケント・ミュージック・レポート）          | 46     |
| ベルギー（ウルトラトップ：フランデレン）                  | 38     |
| カナダ Canadian Adult Contemporary（RPM）                 | 1      |
| カナダ Canadian Top Singles（RPM）                        | 1      |
| アイルランド (IRMA)                                       | 21     |
| イタリア（FIMI）                                          | 12     |
| オランダ（ネーダラントス・トップ40）                      | 18     |
| ニュージーランド（ニュージーランド・レコード産業協会）    | 8      |
| スペイン（AFYVE）                                         | 24     |
| イギリス（全英シングルチャート：Official Charts Company） | 48     |
| アメリカ合衆国（ビルボード Billboard Hot 100）            | 1      |
| アメリカ合衆国（ビルボード Adult Contemporary）           | 10     |

### 年間チャート
| チャート（1980年）               | 順位 |
| -------------------------------- | ---- |
| カナダ Top Singles               | 24   |
| アメリカ合衆国 Billboard Hot 100 | 32   |